# Alfred Stevens (peintre belge)
Pour les articles homonymes, voir Stevens et Alfred Stevens.
Alfred Stevens, né le 11 mai 1823 à Bruxelles et mort le 24 août 1906 à Paris, est un peintre belge. Élève d'Ingres à l' École nationale supérieure des beaux-arts de Paris à partir de 1844, sa carrière a connu une ascension fulgurante tant en Belgique qu'en France où il a passé la plus grande partie de sa vie. Très introduit dans les milieux artistiques et mondains de la capitale, il était l'ami d'Édouard Manet, Berthe Morisot, Alexandre Dumas (fils) tandis que son frère, Arthur Stevens (nl), marchand d'art installé à Paris et à Bruxelles, œuvrait pour faire connaître les peintres français. Stevens a en commun avec Manet un modèle féminin : Victorine Meurent qui pose pour Olympia.
D'abord en retrait du courant impressionniste, aimé pour ses scènes de genre dont le sujet est en majorité de jeunes élégantes, ses tableaux se vendent à des prix très élevés. Mais à partir de 1883, saisi d'un doute devant la montée de l'impressionnisme, Stevens a reconsidéré sa peinture et a réalisé des paysages impressionnistes. Pour l'Exposition universelle de 1889, il reçoit la commande d'une fresque panoramique, aujourd'hui propriété des musées des beaux arts de Bruxelles : Le Panorama du siècle.

## 1844-1866: une ascension rapide
Fils du Bruxellois Léopold Stevens (mort en 1837) ancien officier passionné de peinture et collectionneur en particulier des œuvres de Théodore Géricault et Eugène Delacroix, Alfred Stevens est le frère du peintre animalier Joseph Stevens et du marchand de tableaux Arthur Stevens (1825-1890). Il est aussi le père du peintre Léopold Stevens.
Après une formation dans l'atelier de François-Joseph Navez, puis chez Joseph Paelinck de 1837 à 1839 ainsi que chez Jean-Baptiste Van Eycken en 1839 et 1840, il est très vite lancé à Paris où il s’est installé en 1844 sur les conseils de Camille Roqueplan, dont il a fréquenté l'atelier, et qui était un proche de  l’homme de lettres Charles Deleuter qui avait épousé Catherine Dufoy, la mère d'Alfred. De ses années d'apprentissage, il conservera une profonde amitié avec le peintre Charles de Groux. Il devient aussi l'ami d'Édouard Manet, Charles Baudelaire, Aurélien Scholl. Il a été admis à l'École nationale supérieure des beaux-arts, dans l'atelier d'Ingres. À cette époque, Stevens paraît dans le registre des copistes du Louvre en tant qu'élève du peintre d'histoire Joseph-Nicolas Robert-Fleury. Il fréquente ensuite l'atelier du peintre de genre Florent Willems, chez qui il trouve ses premiers modèles. Il retourne ensuite à 
à Bruxelles où il expose en 1851 des tableaux parmi lesquels Le Soldat blessé, première esquisse d'un genre qu'il approfondit avec des œuvres témoignant de la misère urbaine.

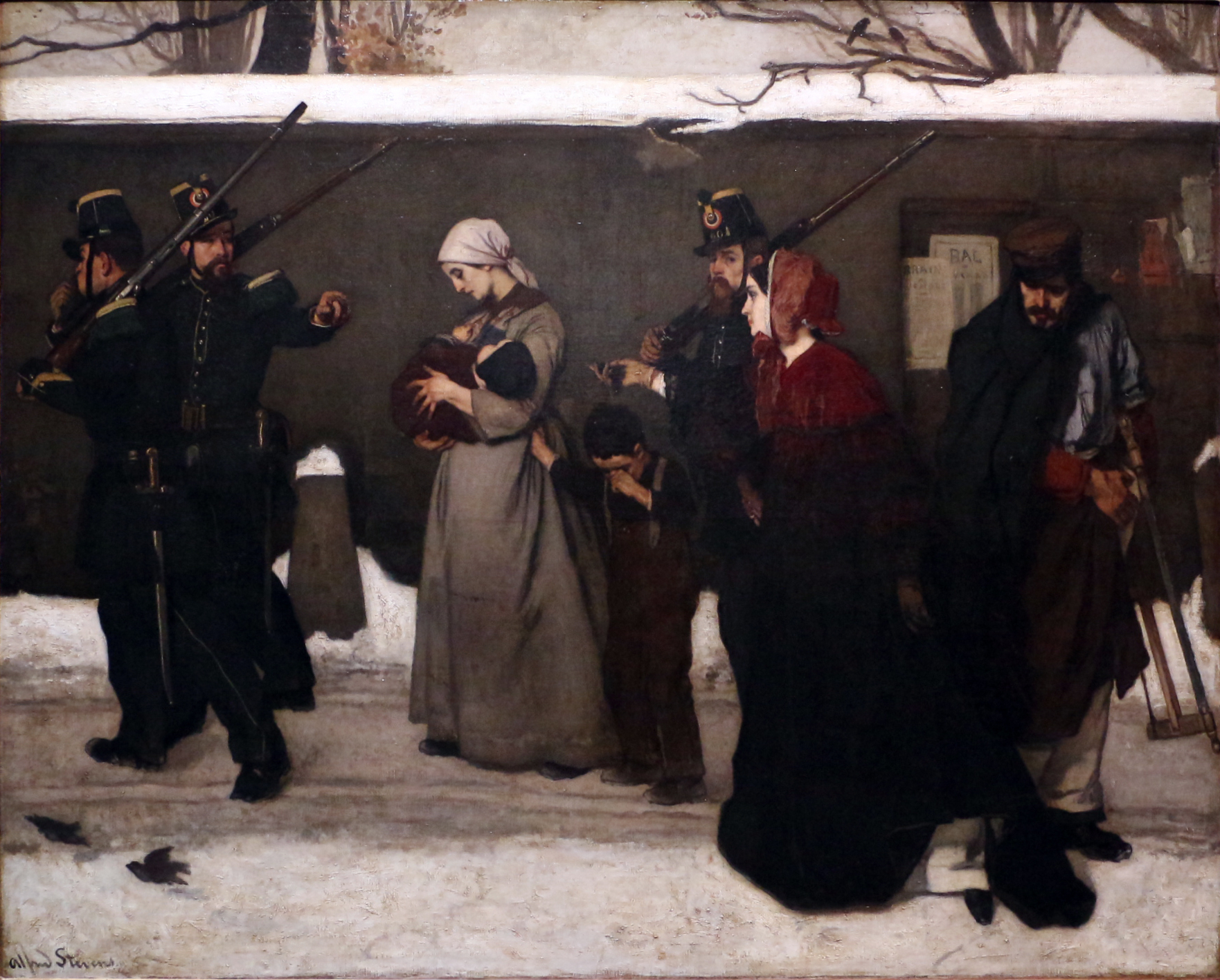
Ce qu'on appelle le vagabondage, vers 1855
Musée d'Orsay

De retour à Paris, il présente à l'Exposition universelle de 1855 quatre tableaux : La Sieste, Le Premier jour du dévouement, La Mendiante, et aussi Les Chasseurs de Vincennes dit aussi Ce qu'on appelle le vagabondage, que Émilien de Nieuwerkerke voulait faire retirer car le sujet déconsidérait l'armée impériale, l'œuvre présentant des soldats arrêtant des vagabonds,. Le tableau attira l'attention de Napoléon III, qui ordonna que les soldats ne soient plus employés à chasser les pauvres dans les rues , et que les pauvres soient transportés en voiture à la Conciergerie .
Le peintre abandonne bientôt les miséreux comme veine d'inspiration pour se consacrer aux représentations de la femme contemporaine, alternant encore avec des scènes militaires. Au Salon d'Anvers, la même année, l'artiste est décoré par le roi Léopold Ier pour son tableau Chez soi, représentant une jeune femme se chauffant. En 1858, il épouse Marie Blanc. Il a pour témoins Alexandre Dumas (fils), Eugène Delacroix et un grand nombre de personnalités des arts.
À partir de 1860, il connaît un énorme succès grâce à ses tableaux de jeunes femmes habillées à la dernière mode posant dans des intérieurs élégants, à la fois intimistes et mondains. Ceux exposés au Salon de peinture et de sculpture de 1861 lui valent un grand nombre d'admirateurs. Il présente entre autres : Tous les bonheurs ayant pour sujet une femme allaitant, huile sur toile, 116,5 × 89,5 cm, Musées royaux des beaux-arts de Belgique, à Bruxelles, Une veuve et ses enfants, huile sur toile, 114,5 × 160,5 cm, Musées royaux, Mauvaise nouvelle, encore intitulée La Lettre de rupture, huile sur toile 745 × 54 cm conservée au musée d'Orsay, Le Bouquet surprise, Une mère, Le convalescent...
En 1862, Édouard Manet peindra dans l'atelier du peintre belge - 18, rue Taitbout - plus spacieux que le sien. L'huile sur toile Le ballet espagnol, 60,9 x 90,4 cm, est exposée à Washington (The Phillips Collection).
Le 10 mai 1863, Stevens rencontre Whistler à Londres, quelques jours après l'ouverture du Salon de peinture et de sculpture de Paris où Stevens expose plusieurs toiles ; tandis que Whister présente sa Fille en blanc (Symphony in White, N°1 : The White Girl) au salon des refusés, ouvert le 15 mai 1863.

## 1867-1872: l'apogée et le courage
Dans les années qui vont suivre, Alfred Stevens est non seulement un peintre reconnu, mais c'est aussi le plus parisien des Belges, qui va tenter avec son frère Arthur d'introduire les artistes français en Belgique. Arthur propose d'ailleurs un contrat à Edgar Degas pour 12 000 francs par an, Alfred pousse Manet à envoyer un tableau au Salon des beaux arts de Bruxelles de 1869, Clair de lune sur le port de Boulogne. Dans les années 1860, Arthur Stevens est le propagandiste de l'école de Barbizon dont le succès ne se révèlera pleinement qu'à partir de 1870 avec la présence à Bruxelles d'une succursale de la Galerie Durand-Ruel.
Il rencontre Baudelaire et Eugène Delacroix, qui le cite dans son Journal du 13 mars 1855 pour le prêt d'une tunique turque. Il influence James Whistler avec qui il partage un enthousiasme pour les estampes japonaises.
Dès 1867, Alfred Stevens a triomphé à l'Exposition universelle où il a présenté 18 toiles, qui lui valent l'obtention de la médaille d'or et la promotion au grade d'officier de la Légion d'honneur, parmi lesquelles : Le Bain et L'Inde à Paris (dit aussi Le Bibelot exotique), que le critique d'art Robert de Montesquiou salue ainsi dans la Gazette des beaux-arts : « Le portrait est celui de Cachemire. Il l'a peint comme son maître Vermeer aurait  fait d'une de ces cartes de géographie qu'il donnait pour fond à des femmes pensives. »
Stevens devient un ami de Bazille et un habitué du café Guerbois et du café Tortoni. Avec la vogue du japonisme, il est aussi l'un des tout premiers peintres de l'époque, avec James Tissot, James Whistler ou Édouard Manet, à s'intéresser aux objets d'Extrême-Orient,,,, qu'il trouve notamment dans le magasin de La Porte chinoise, rue Vivienne à Paris, fréquenté aussi par ses amis Charles Baudelaire et Félix Bracquemond. Parmi ses premiers tableaux japonisants on trouve La Dame en rose de 1866, suivi par Le Bibelot exotique de 1867, La collectionneuse de porcelaines en 1868, puis une série de plusieurs toiles de jeunes femmes en kimono réalisées vers 1872. Confirmé par Claude Pichois, Adolphe Tabarant révèle aussi que sous le pseudonyme de J. Graham il a donné au journal Le Figaro plusieurs chroniques vantant le talent de Manet, dont Le Déjeuner sur l'herbe qui figure au Salon des refusés.
Sa carrière encouragée par Mathilde Bonaparte et la princesse de Metternich a connu une ascension fulgurante. Mais en dépit du confort que procure la célébrité, Stevens demande à Étienne Arago, maire de Paris, l'autorisation de s'engager dans la Garde nationale pour combattre aux côtés de ses amis lors du Siège de Paris (1870). « Je suis à Paris depuis vingt ans, j'ai épousé une Parisienne, mes enfants sont nés à Paris, mon talent, si j'en ai, je le dois en grande partie à la France. »

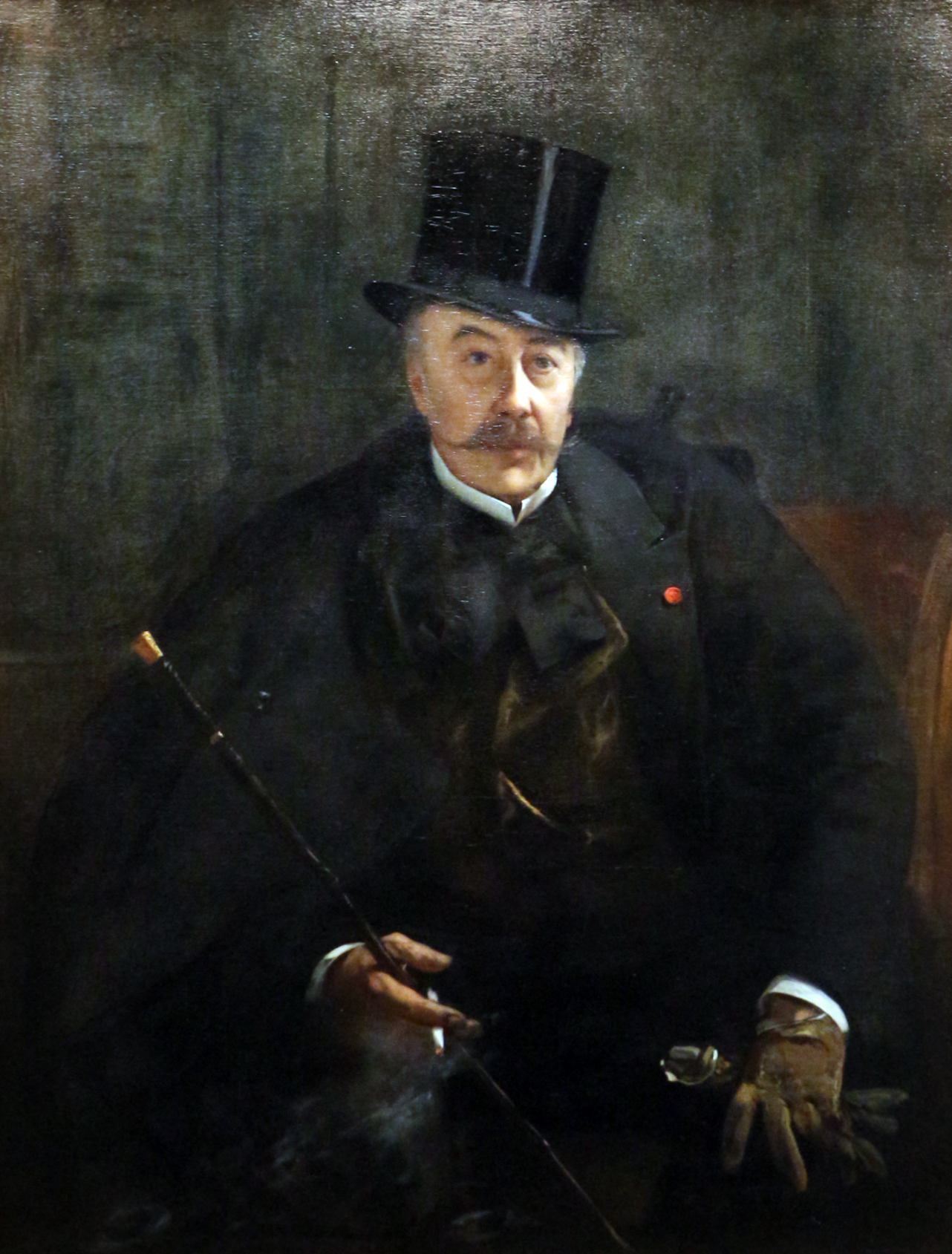
Portrait d'Alfred Stevens, 1884
par Henri Gervex
Musées royaux des Beaux-Arts de Belgique

C'est encore par l'intermédiaire d'Alfred Stevens que Manet va faire la connaissance du marchand de tableaux Paul Durand-Ruel, et de son cercle de relations : Degas, Morisot. Tout-Paris fréquente désormais l'atelier de Stevens situé d'abord au 12, rue Laval qui deviendra, le 10 juin 1885, le second cabaret du Chat Noir de Rodolphe Salis dans les locaux du peintre, et où sont jouées des pièces pour un théâtre d'ombres imaginé par Henri Rivière, puis rue des Martyrs et, à partir de 1880, rue de Calais. Goncourt qui lui rend souvent visite décrit le luxe dans lequel il vit.
À cette même époque, Stevens a créé un atelier de peinture pour femmes avenue Frochot, fréquenté par Sarah Bernhardt dont le peintre fera le portrait. Parmi les élèves les plus assidues de cette école, qui selon l'auteur belge Camille Lemonnier « avait été en son temps la plus belle école de Paris... » certaines se consacreront entièrement à la peinture et seront des artistes reconnues de leur temps comme Louise Desbordes, Alix d'Anethan, Georgette Meunier, Clémence Roth ou Berthe Art. Il faut noter que cette école de peinture pour femmes fut le seul lieu ou s'exerça à proprement dit le professorat de Stevens qui n'avait pas de collaborateurs et ne forma pas de continuateurs. Outre Sarah Bernhardt qui fut une de ses premières élèves et dont le peintre a réalisé plusieurs portraits, il est probable que certaines de ses élèves lui ont servi de modèle en même temps qu'il leur rendait hommage en les immortalisant sur la toile, telle Louise Desbordes pour le portrait en pied de la jeune artiste lyrique dans le tableau Un chant passionné ou Clémence Roth représentant la parisienne amatrice d'art vêtue de noir en allusion à son veuvage dans le tableau Dans l'atelier.
La mort de Manet, en 1883 va beaucoup l'affecter. Stevens traverse une période de doute devant l'arrivée de l'impressionnisme. Commence alors une période de recherche dans laquelle Berthe Morisot joue un rôle prépondérant.

## La remise en question

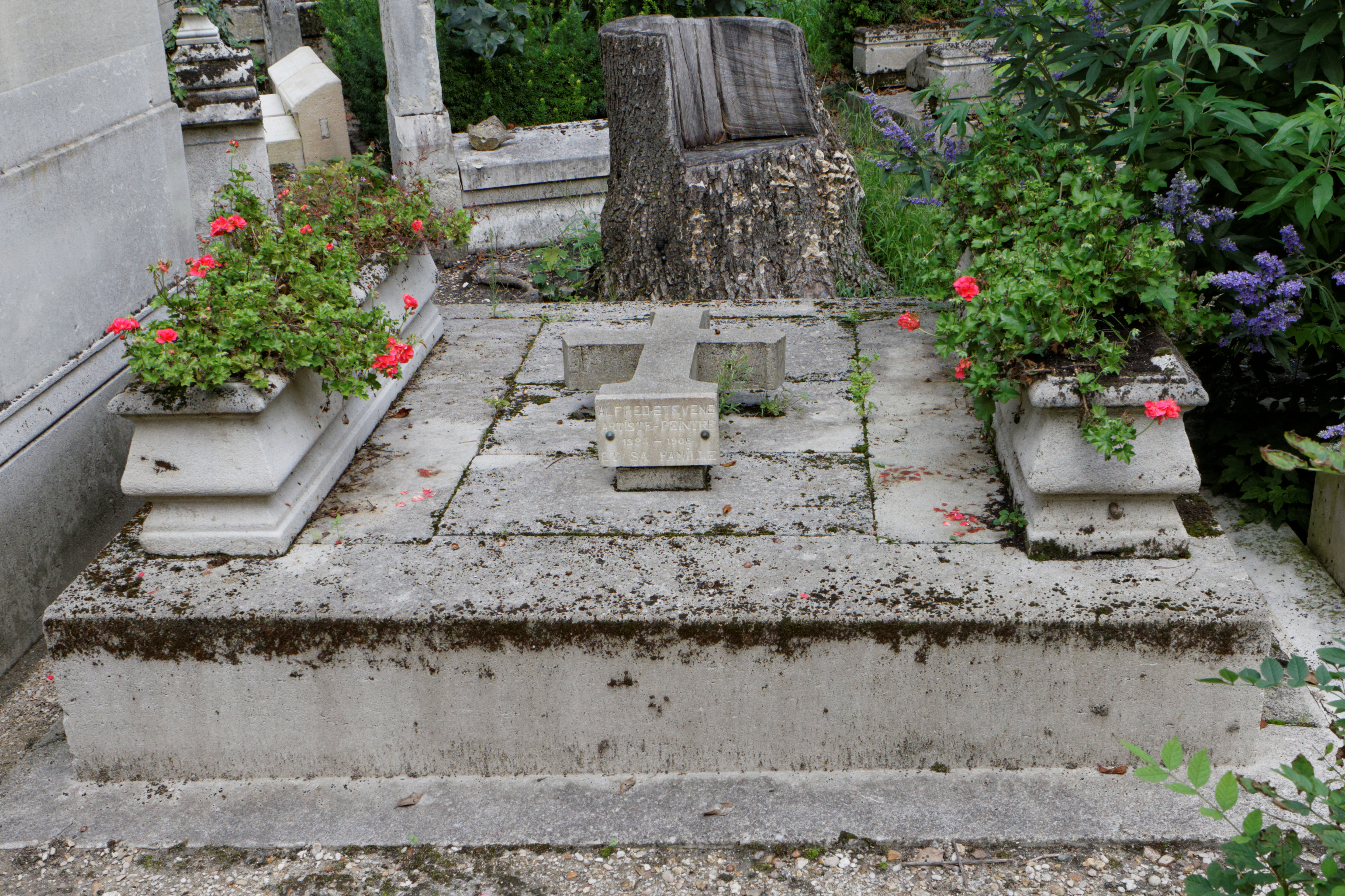
Tombe au cimetière du Père-Lachaise.

Dans les années 1880 Stevens traverse une crise morale qui l'amène à remettre en question tout ce qu'il fait. Élève d'Ingres, souvent proche de Gustave Courbet, ou de Manet avec Ophelia. Le Bouquet effeuillé, il a peint jusque-là avec une rigueur qu'il abandonne parfois sous l'influence d'autres peintres. C'est le cas de La Jeune mère qui rappelle le style de Berthe Morisot.
Ses peintures s'arrachent, le roi des Belges Léopold II lui commande Les Quatre saisons, les Vanderbilt lui achètent des toiles au prix fort, et pourtant, vers 1883, saisi à la fois d'une grande fatigue physique et d'un doute sur son travail, Stevens part à Menton sur les conseils de son médecin. Et là, il se livre à des expérimentations : des paysages impressionnistes.
Il peint aussi des marines et des scènes côtières dans un style plus libre, presque impressionniste, proche d'Eugène Boudin ou de Johan Barthold Jongkind.
Vers la fin de sa vie, son style n’est pas sans similitude avec celui de son contemporain John Singer Sargent.
Il publie en 1886 Impressions sur la peinture, qui connaît un grand succès.
C'est, en 1900, le premier artiste vivant à obtenir une exposition individuelle à l’École des beaux-arts de Paris.
Il arrête de peindre à partir des années 1890 à la suite de problèmes de santé et il meurt au no 17 avenue Trudaine à Paris en 1906. Il est inhumé au cimetière du Père-Lachaise (32e division).
Ses tableaux ont été très populaires jusqu'en Amérique, où les tout-puissants Vanderbilt aux États-Unis en achetèrent plusieurs. La plupart restèrent cependant en France ou en Belgique.

Alfred Stevens et le japonisme
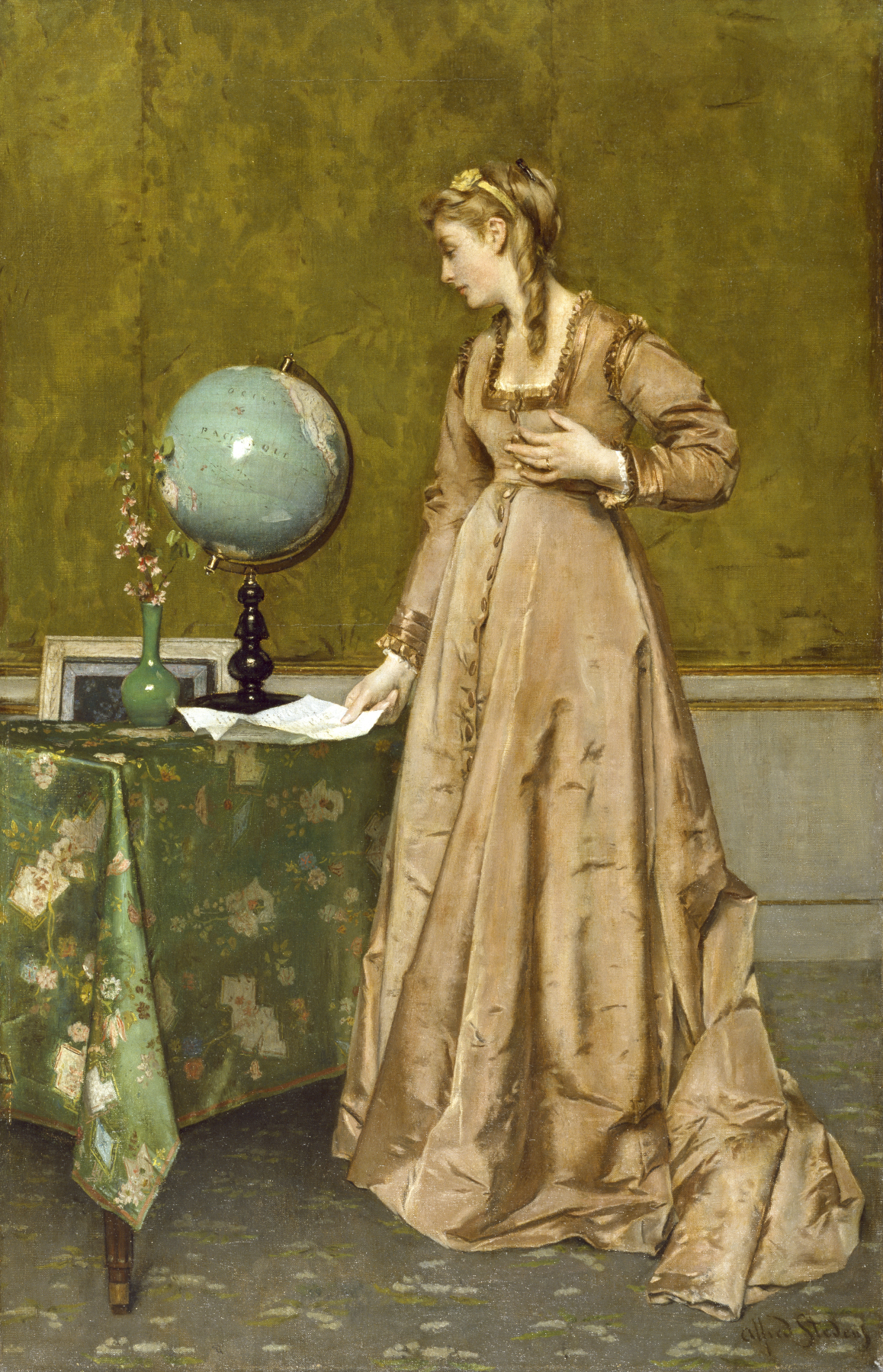
Nouvelles lointaines, 1865 ?, Walters Art Museum, Baltimore
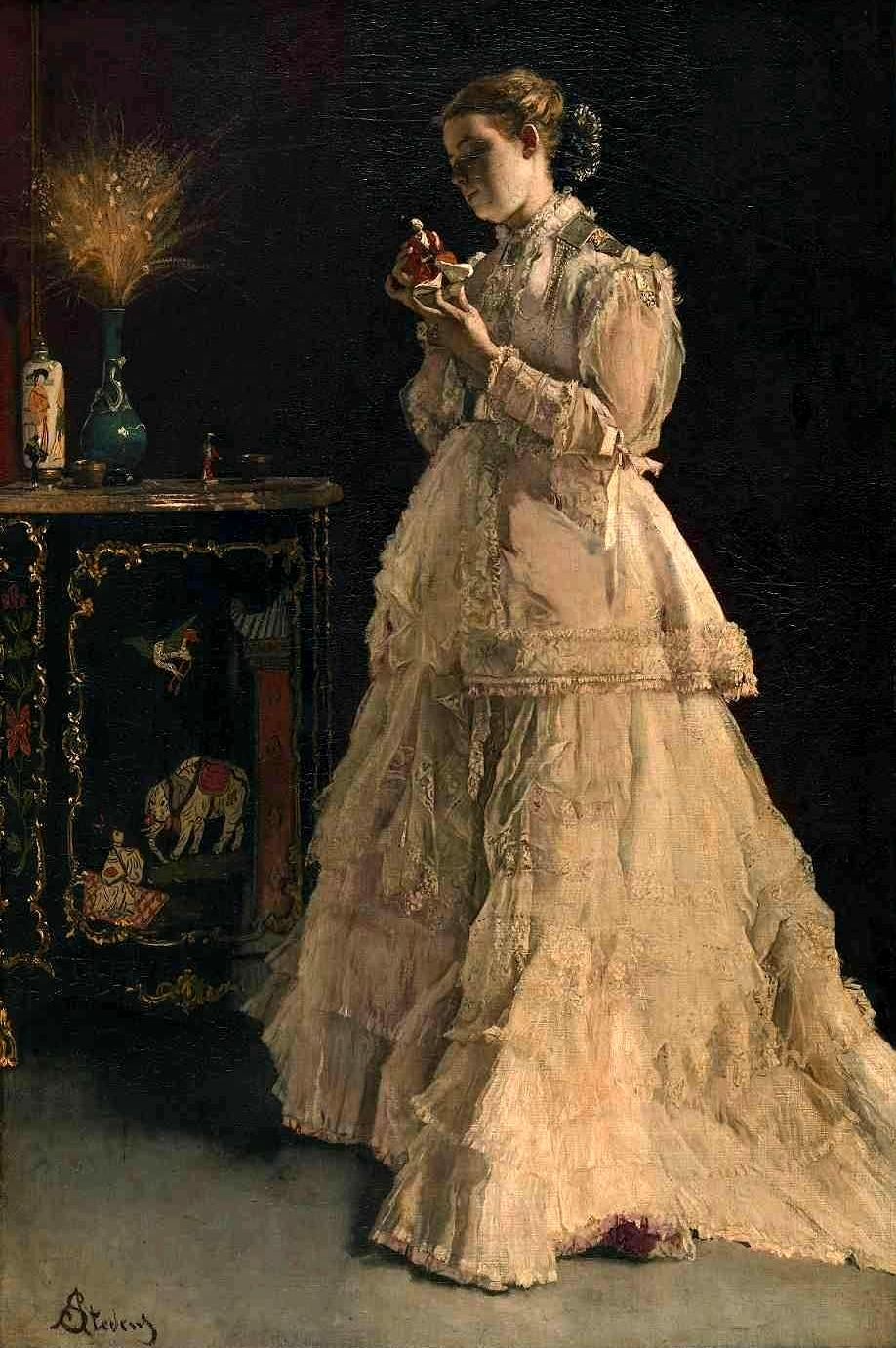
La Dame en rose, 1866, musées royaux des beaux-arts de Belgique
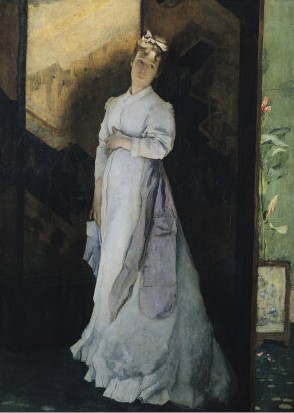
La Lettre de rupture, ca. 1867, musée d'Orsay.
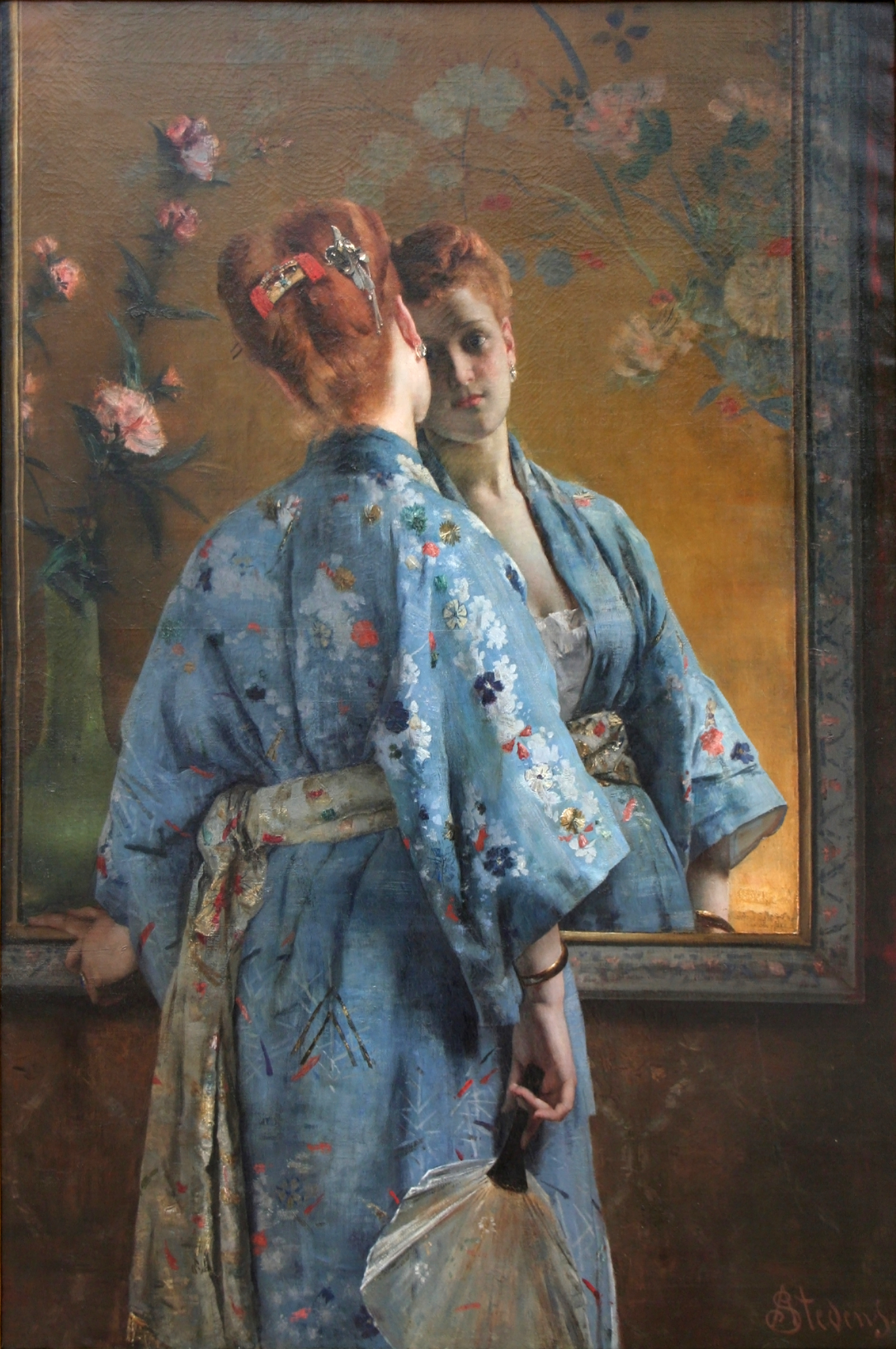
La Parisienne japonaise, 1880, musée des beaux-arts de Liège.
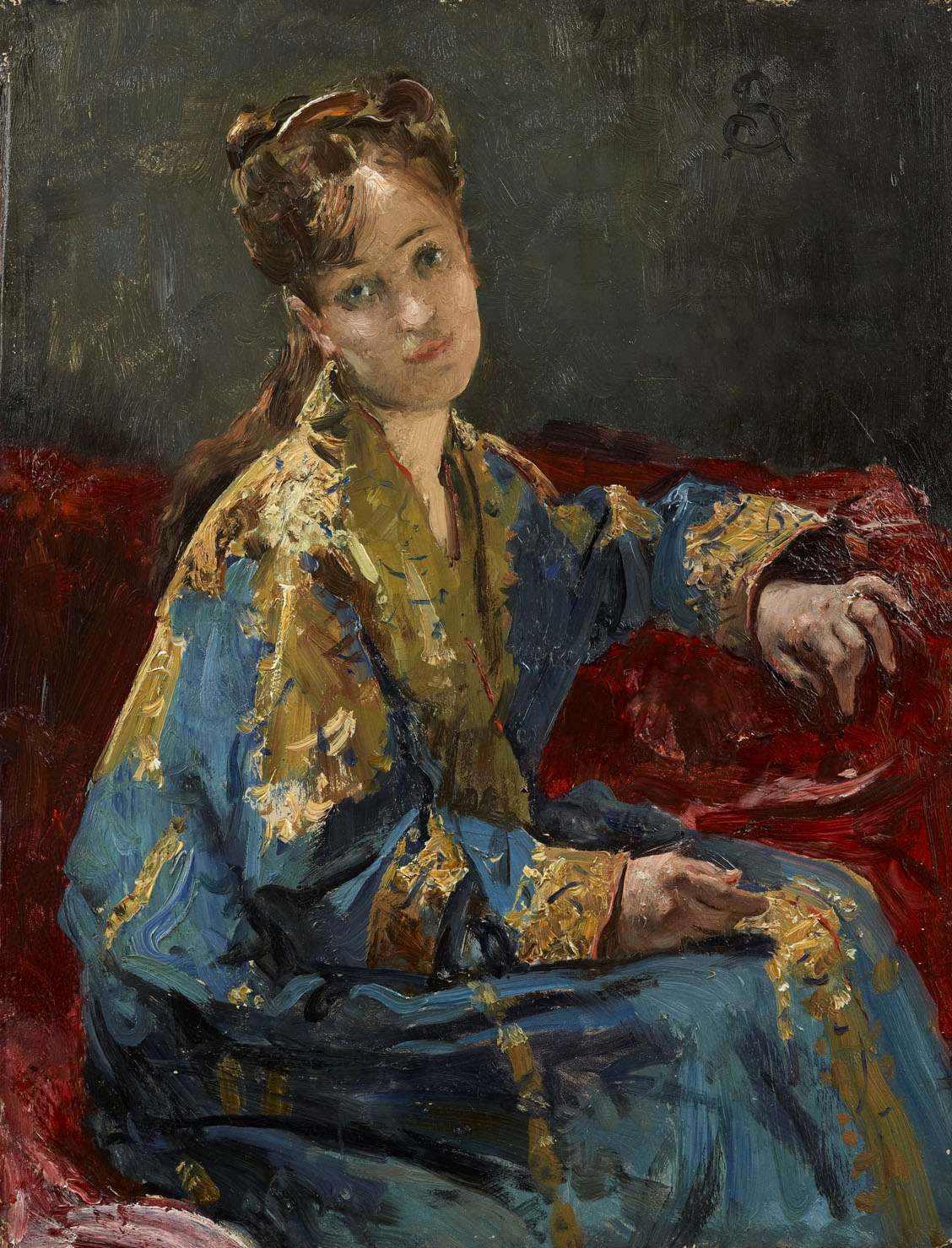
Jeune fille portant un kimono, ca. 1872
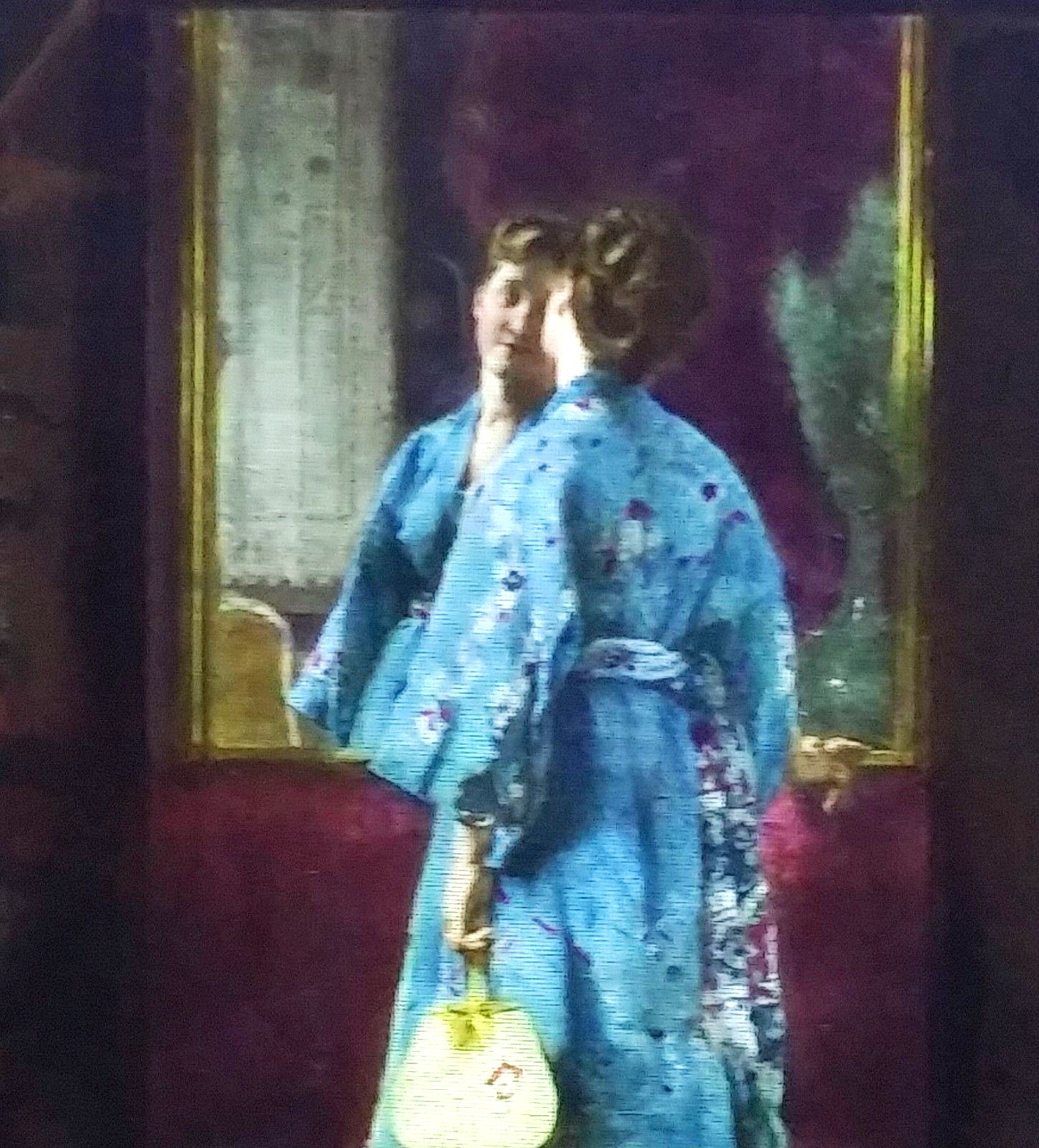
La Robe japonaise, ca. 1872
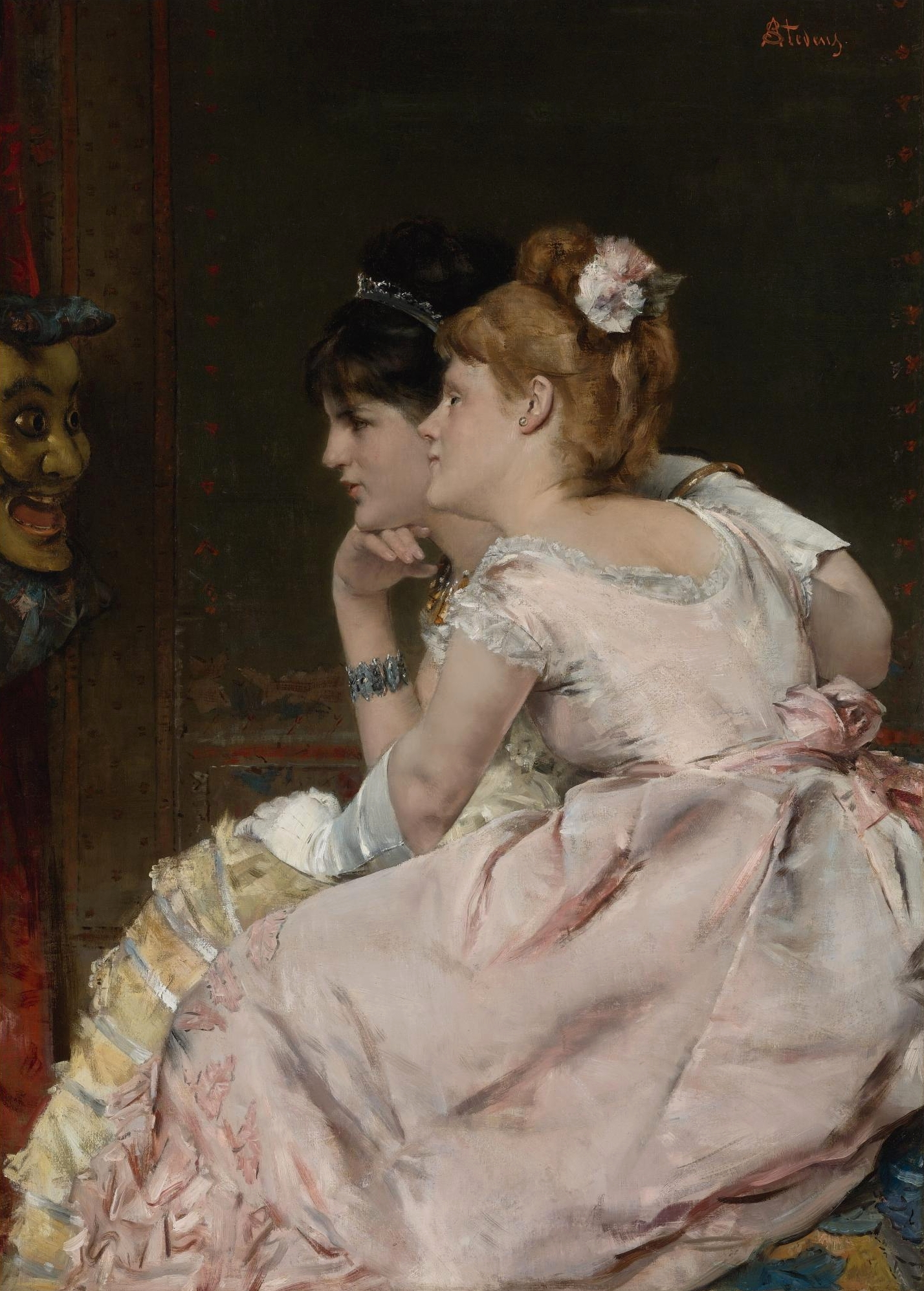
Le Masque japonais, c. 1877
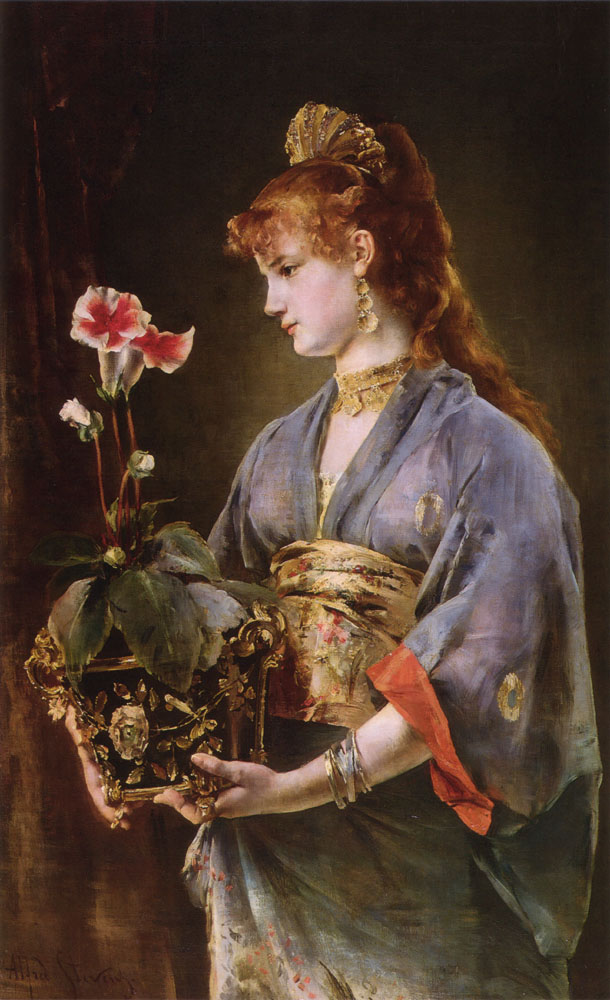
Portrait de femme, ca. 1880
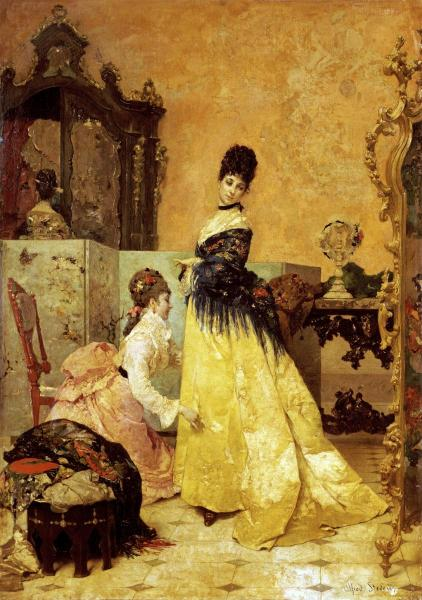
La nouvelle robe

Œuvres d'Alfred Stevens
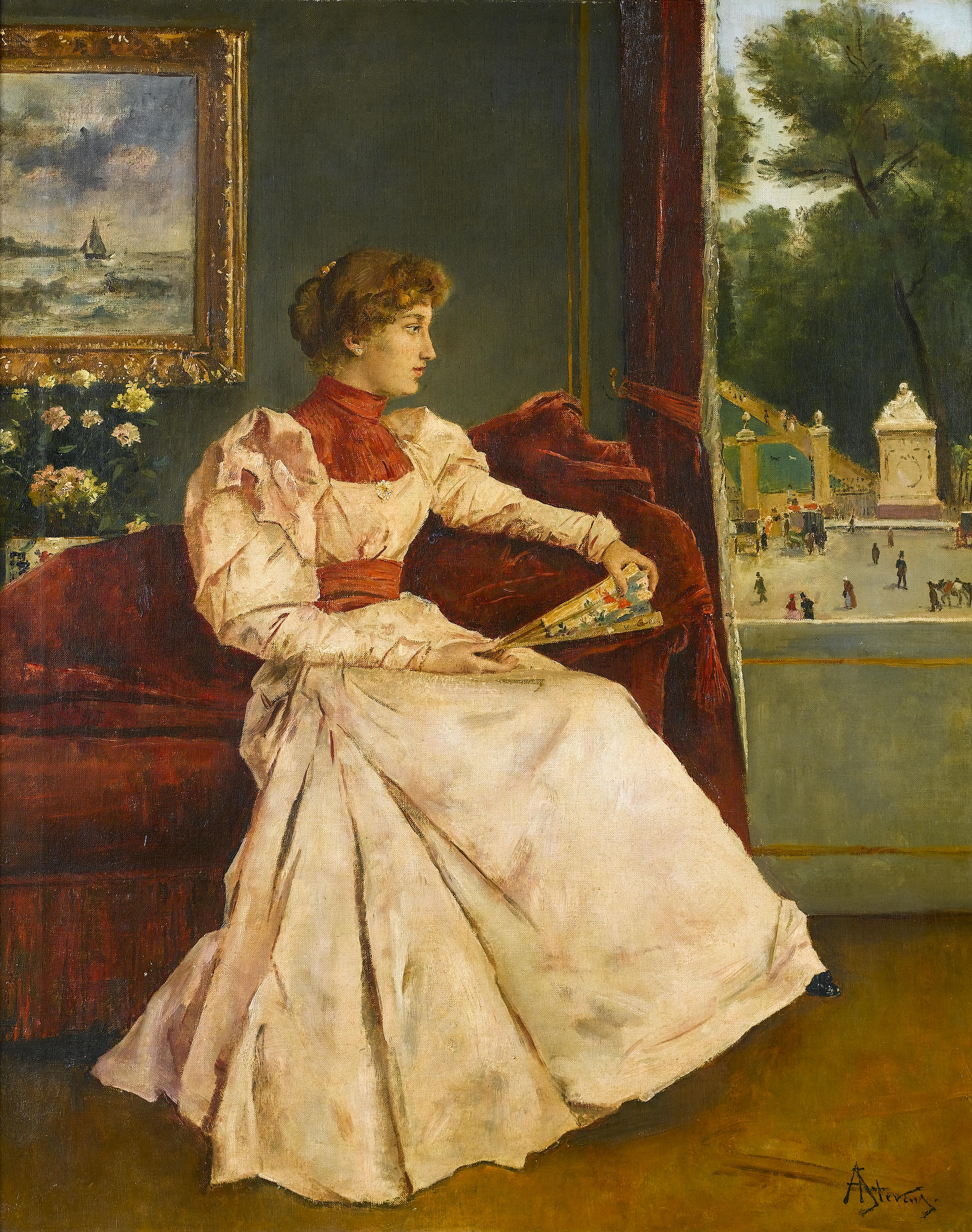
Chez soi, 1855
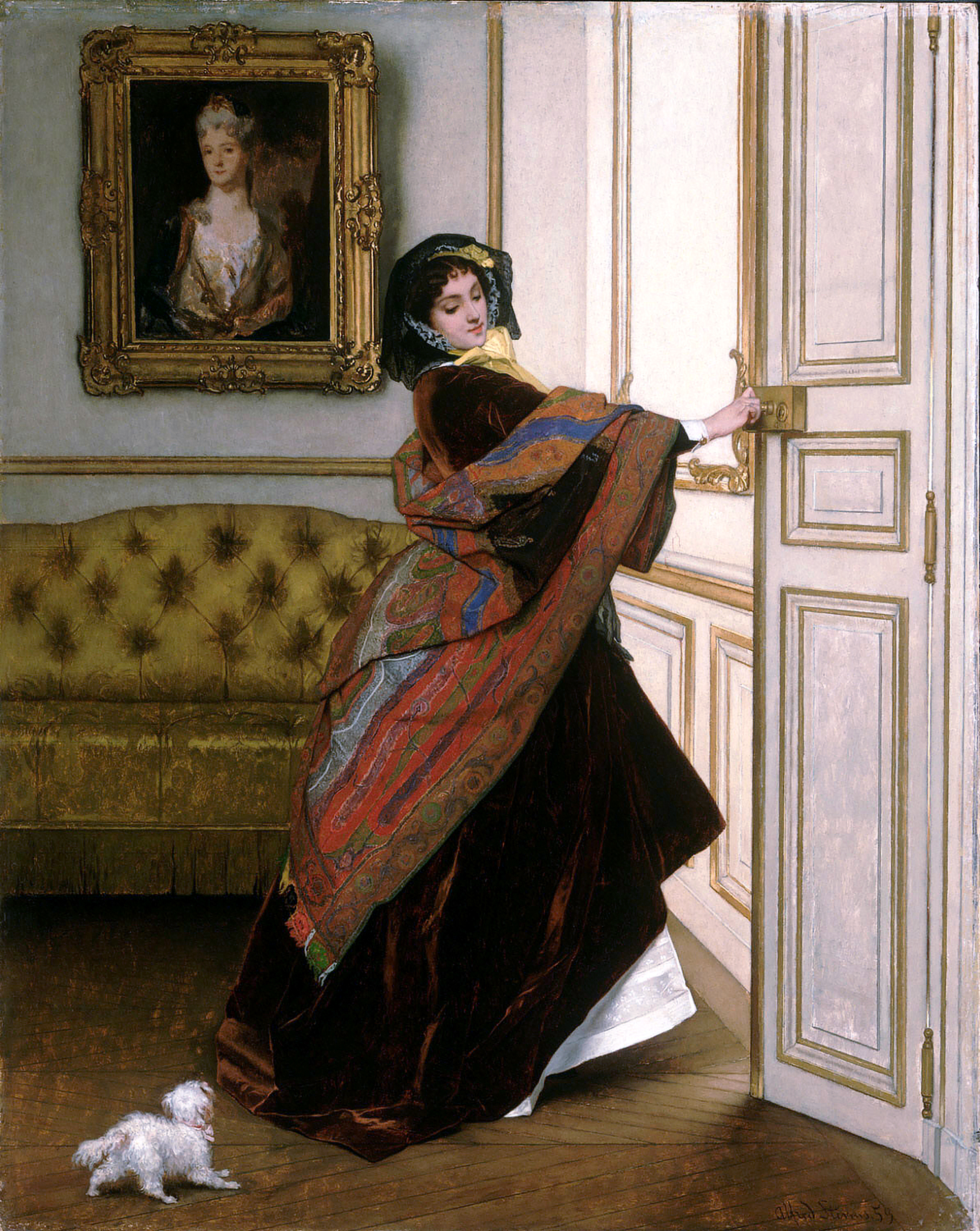
Veux-tu sortir avec moi, Fido ?, 1859, Philadelphia Museum of Art
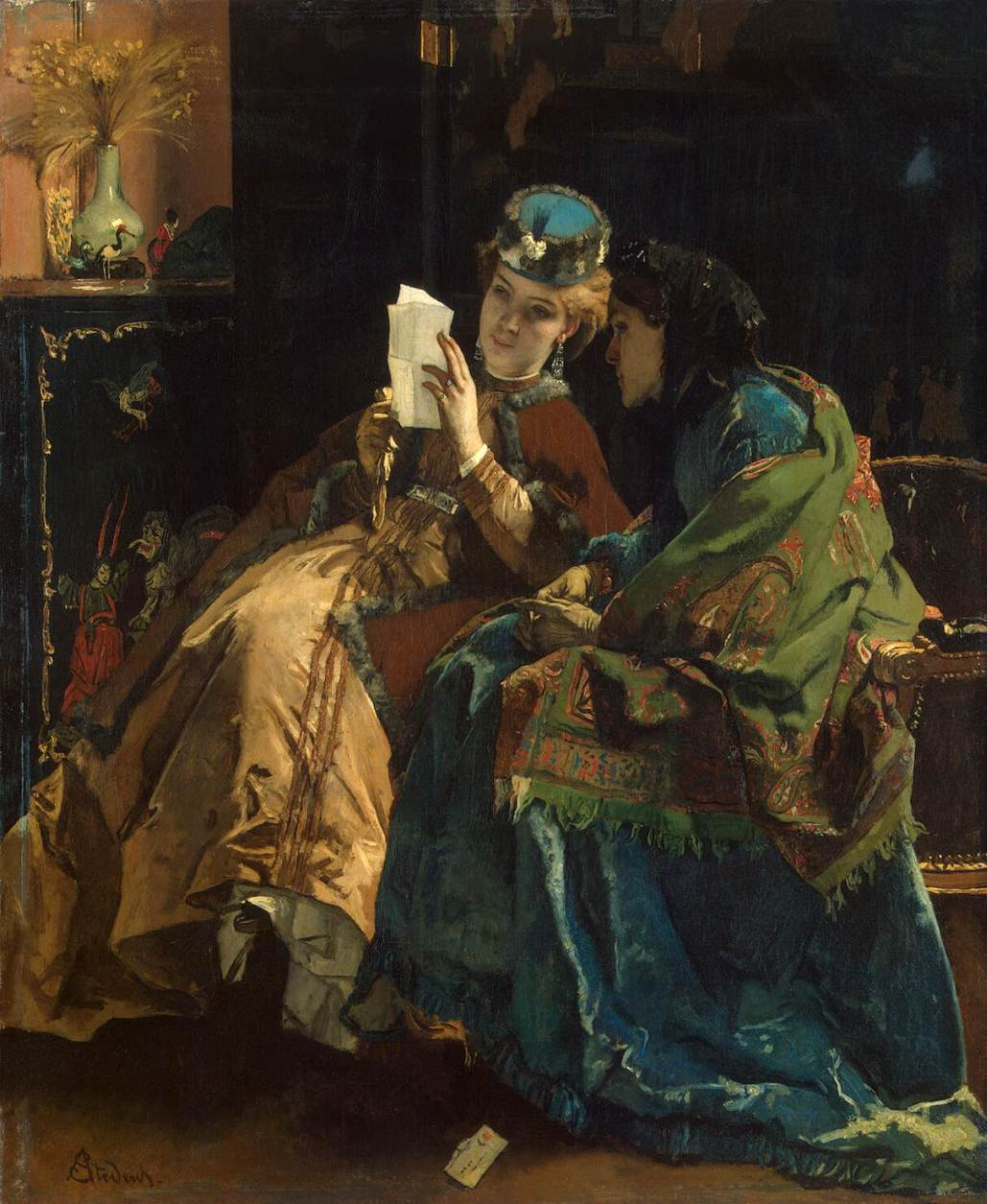
Une lettre agréable, 1860-67
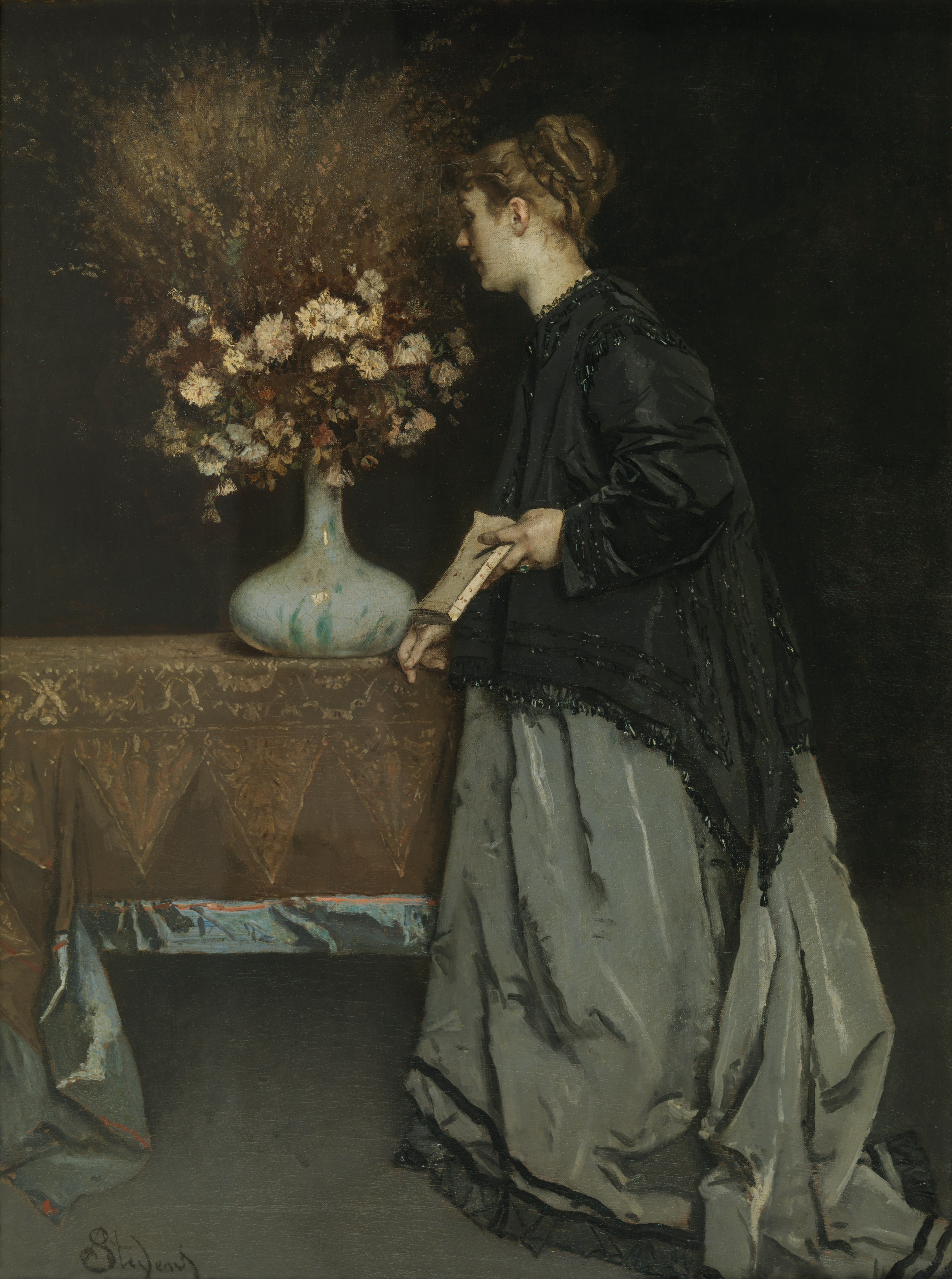
Fleurs d'automne, 1867, musées royaux des beaux-arts de Belgique
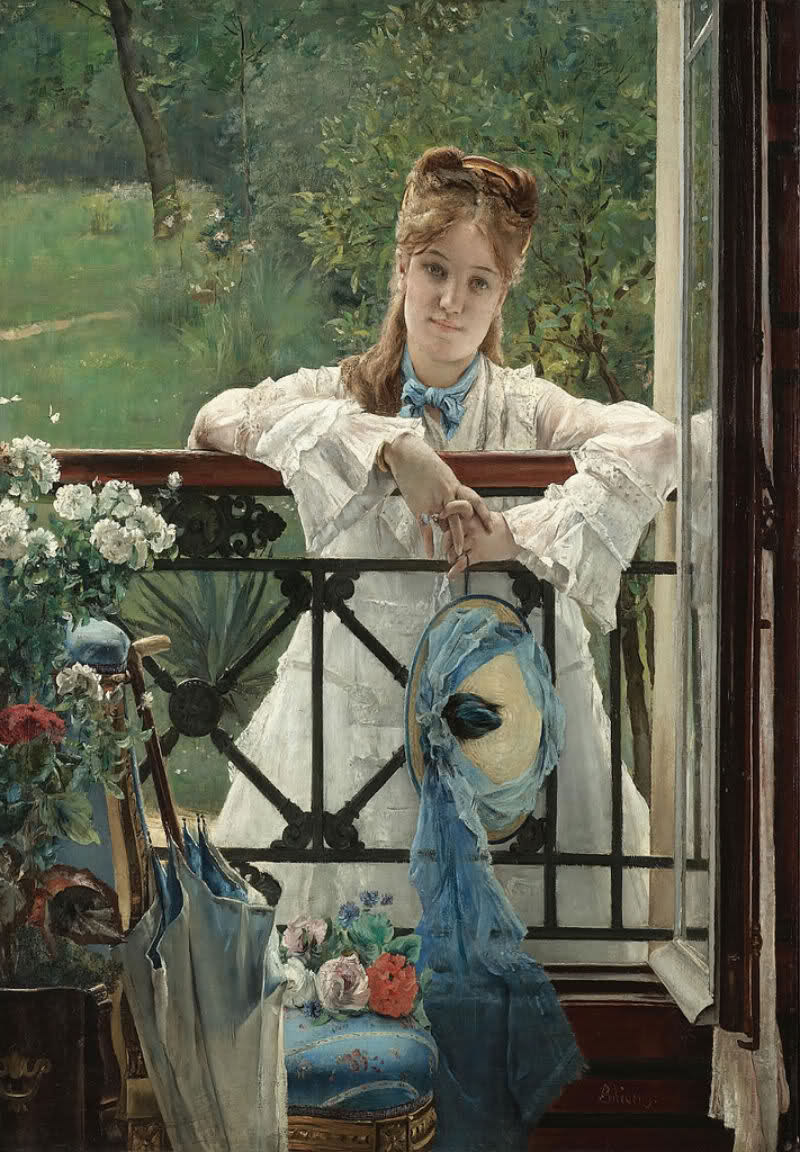
Un bleuet, 1870-1875
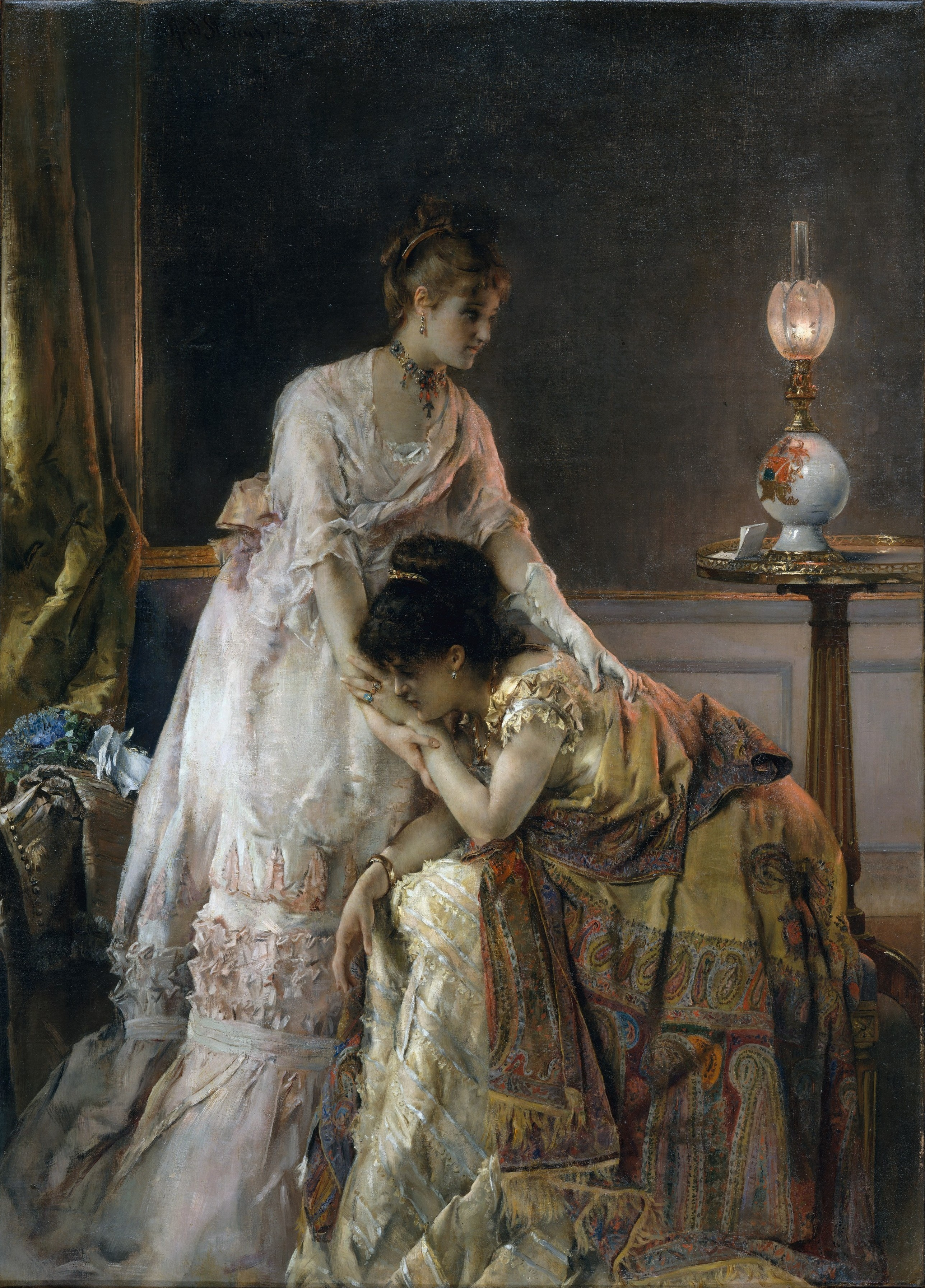
Après le bal, 1874
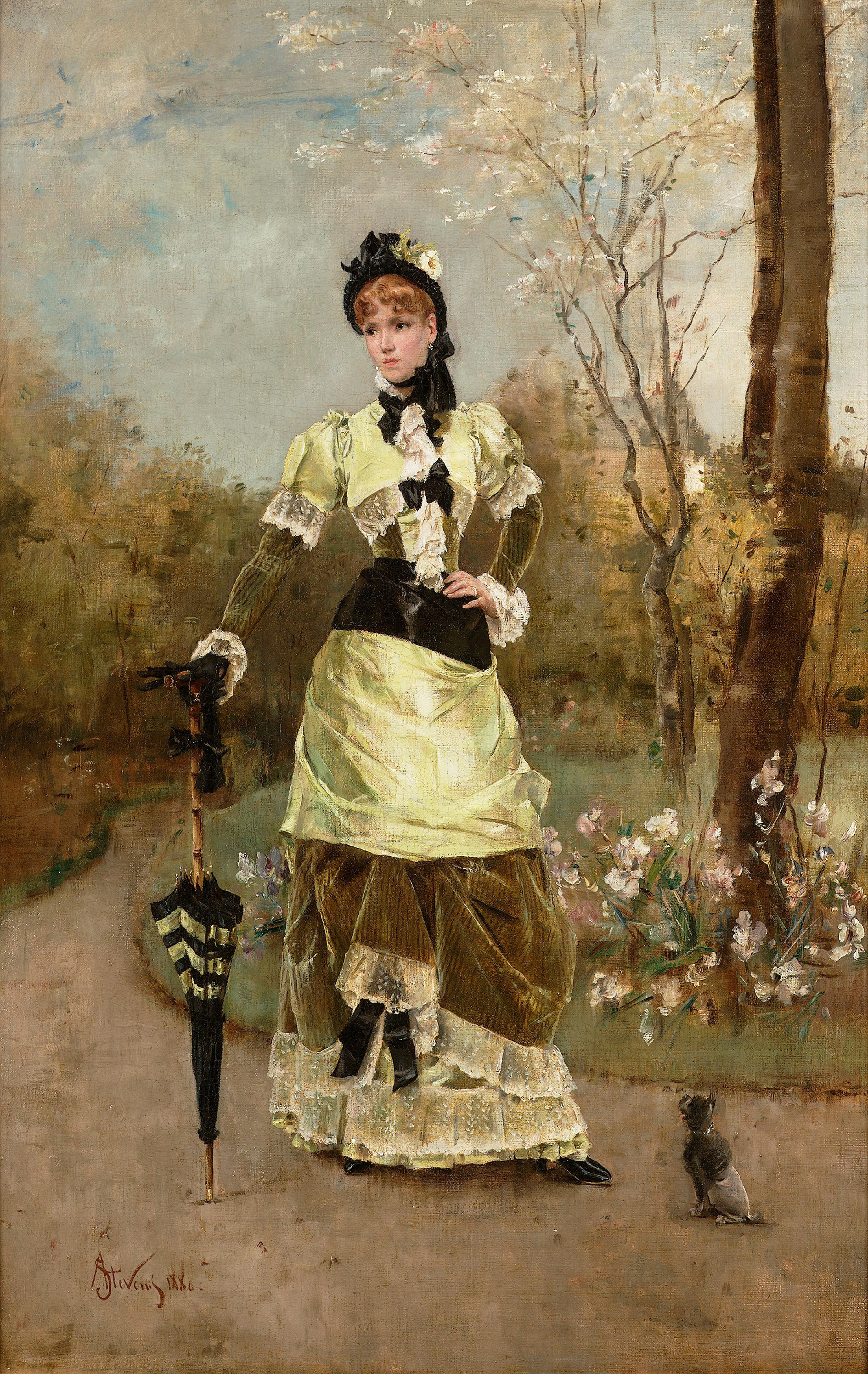
La Parisienne, 1880
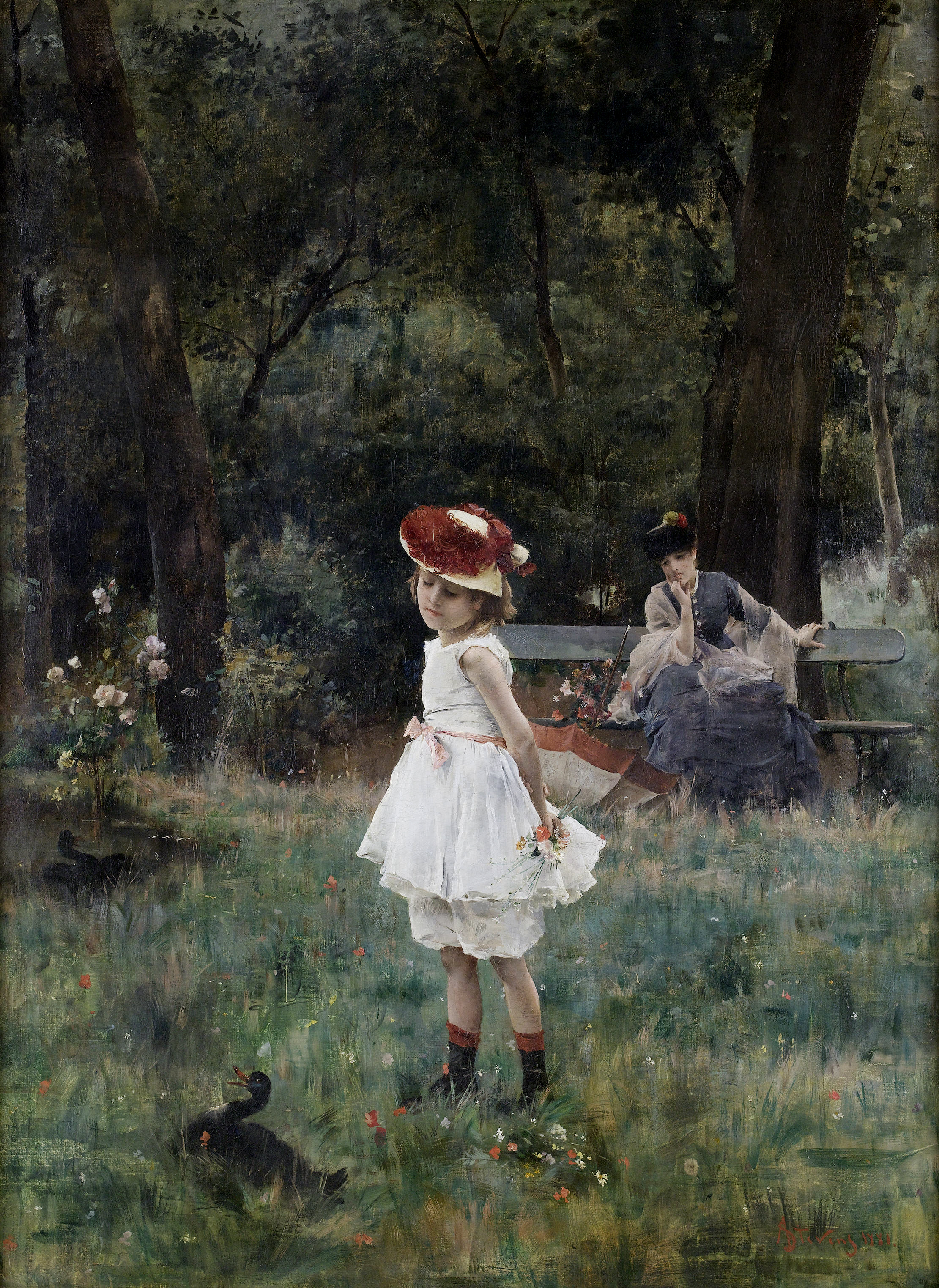
La Fillette aux canards, 1881
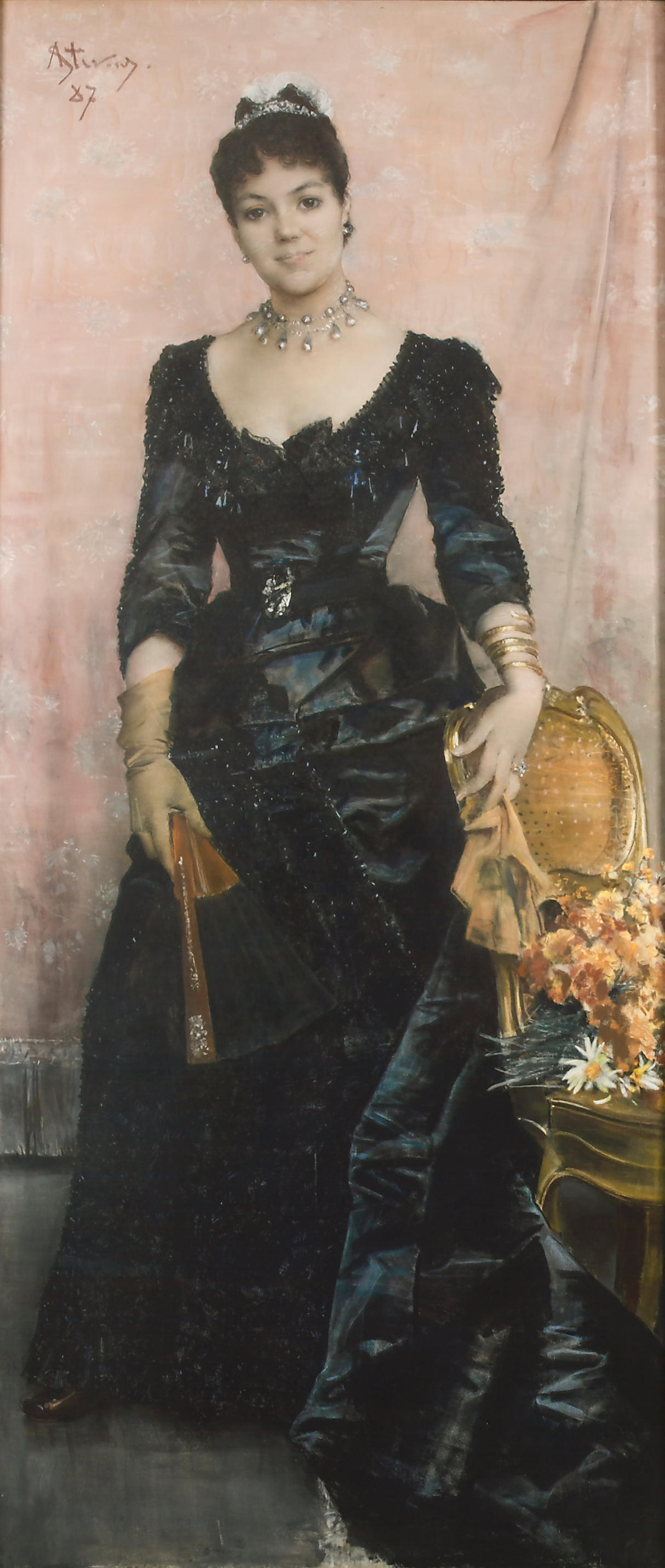
Portrait de la baronne du Mesnil de Saint-Front, 1887
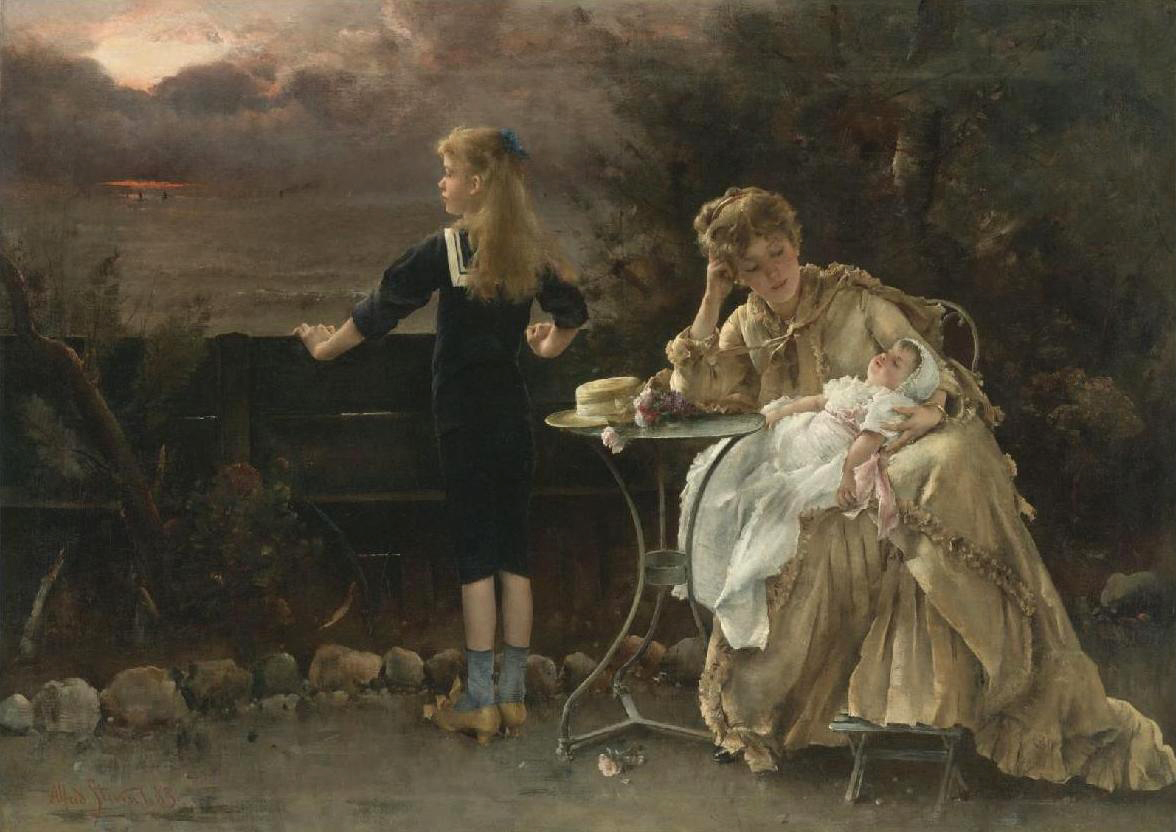
Mère et ses enfants, 1887
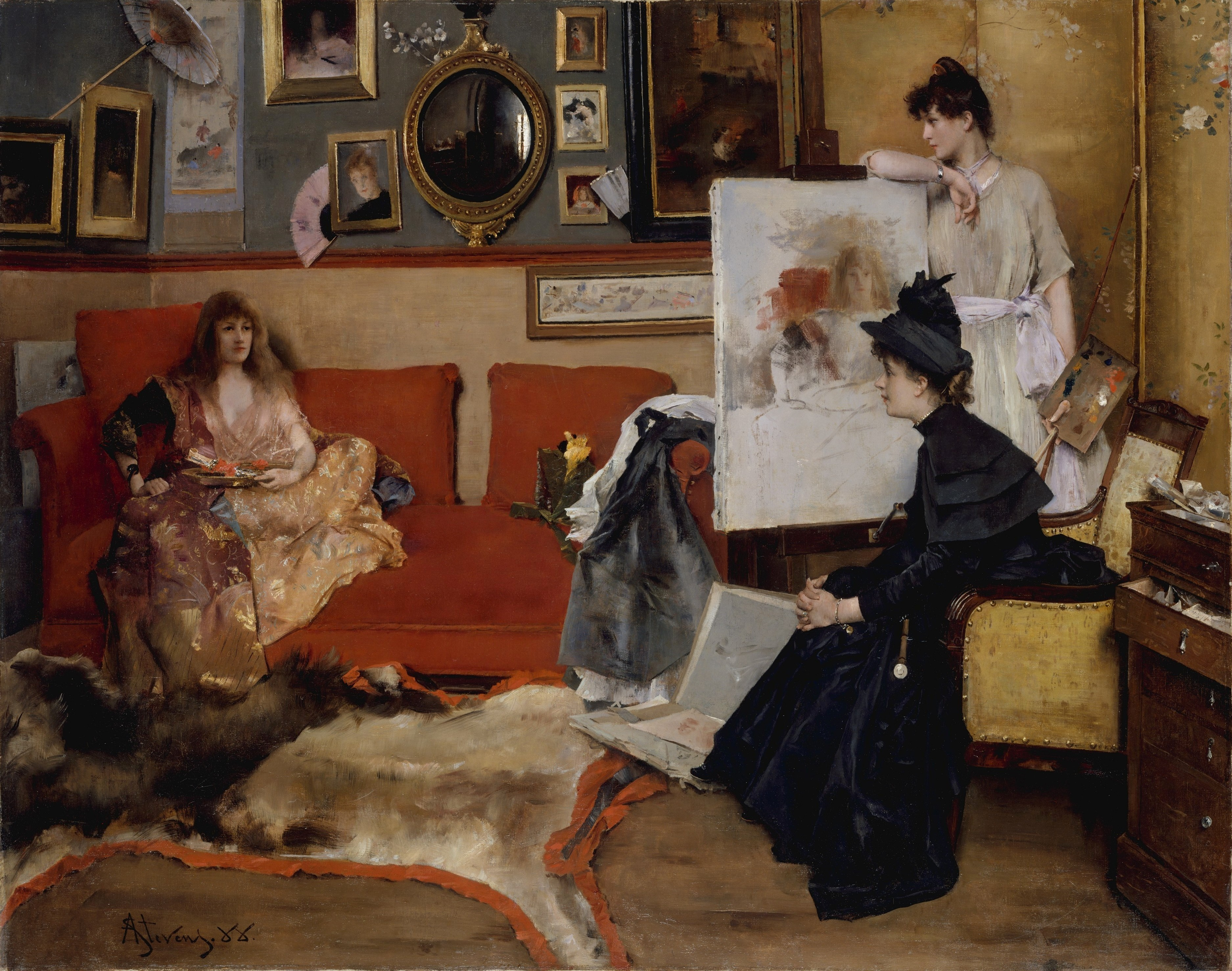
Dans l'atelier, 1888
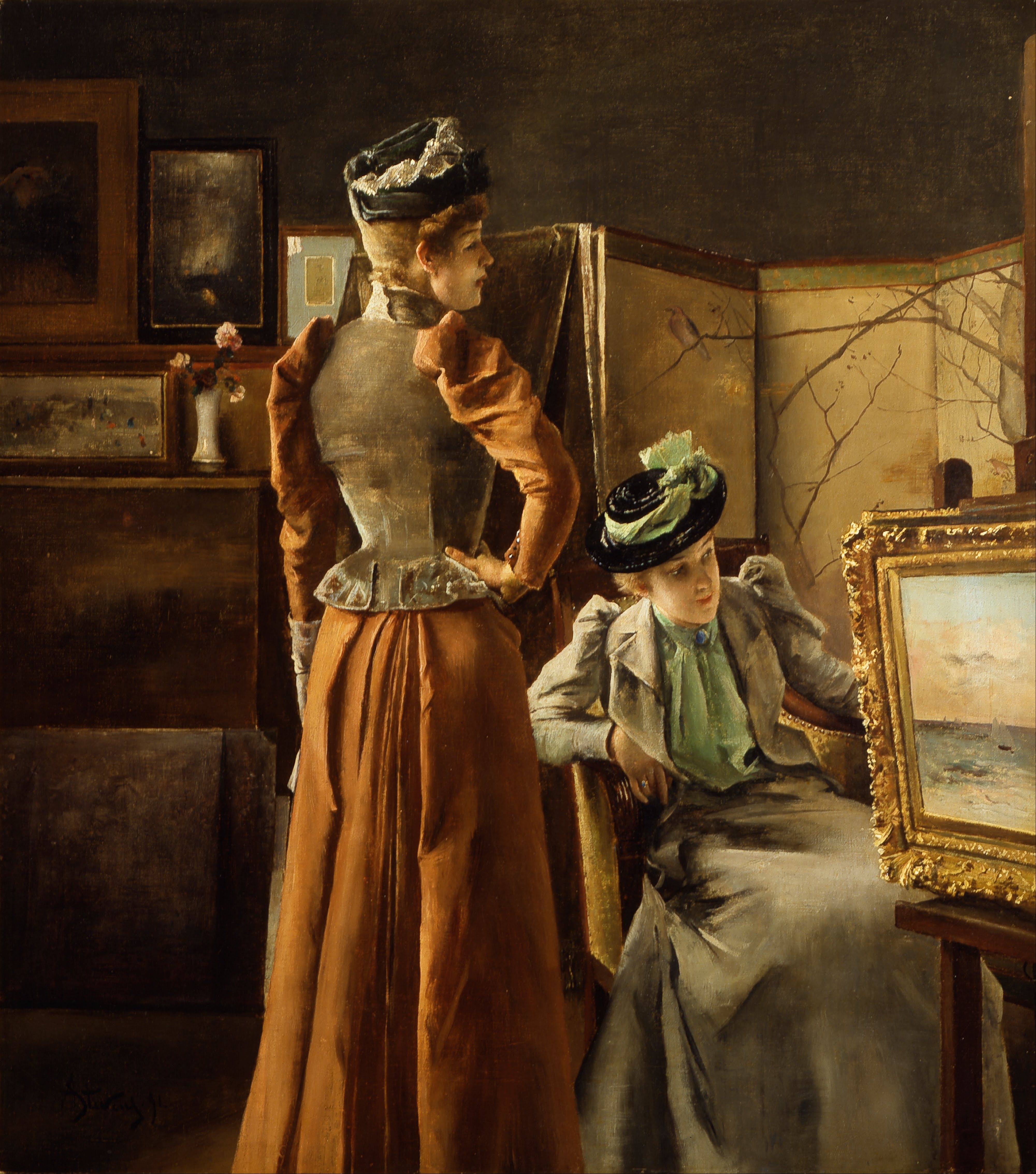
La Visite à l'atelier, 1891, musée d'art d'Indianapolis.
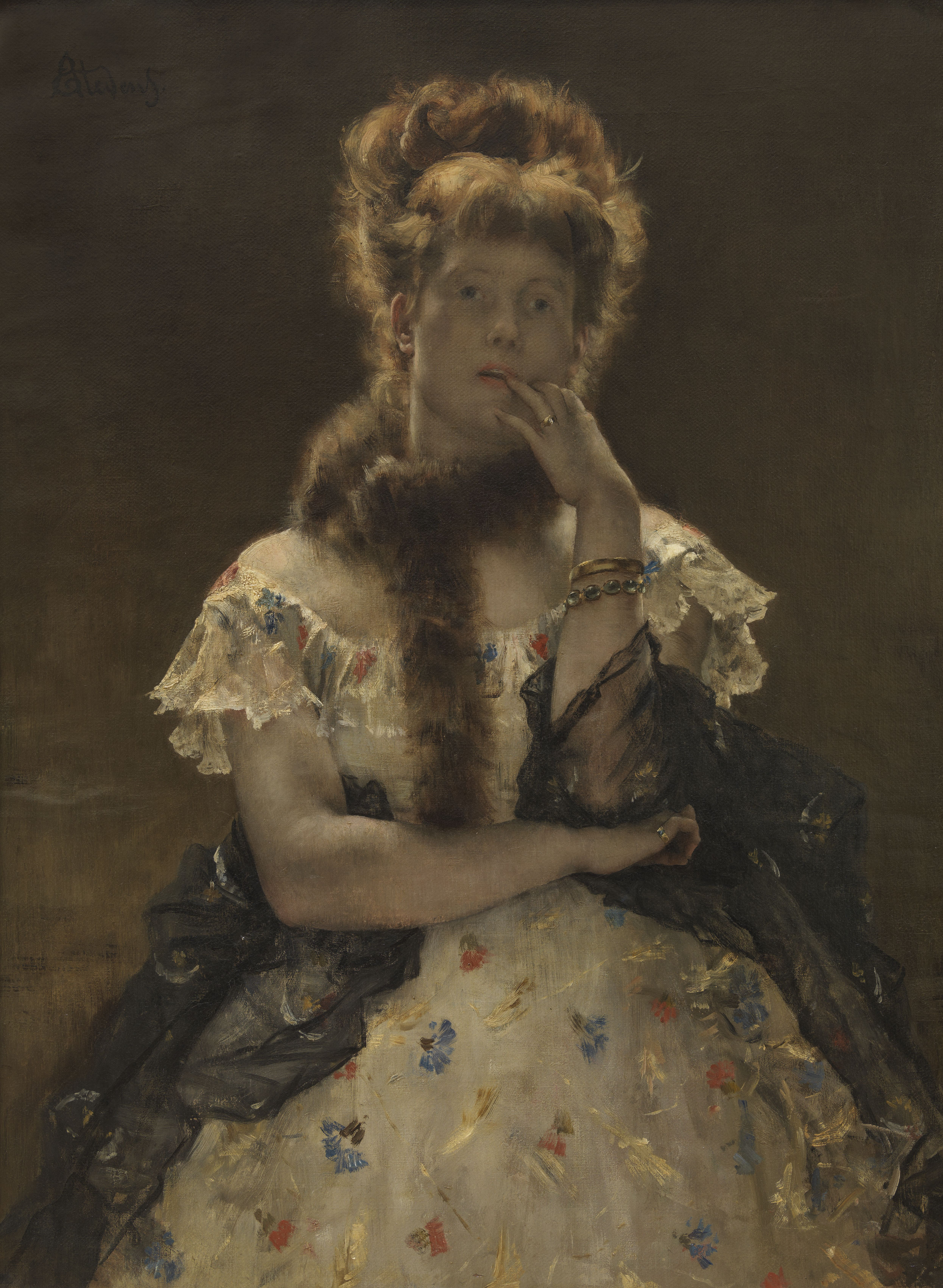
Le Sphinx parisien 1876 - Anvers KMSKA
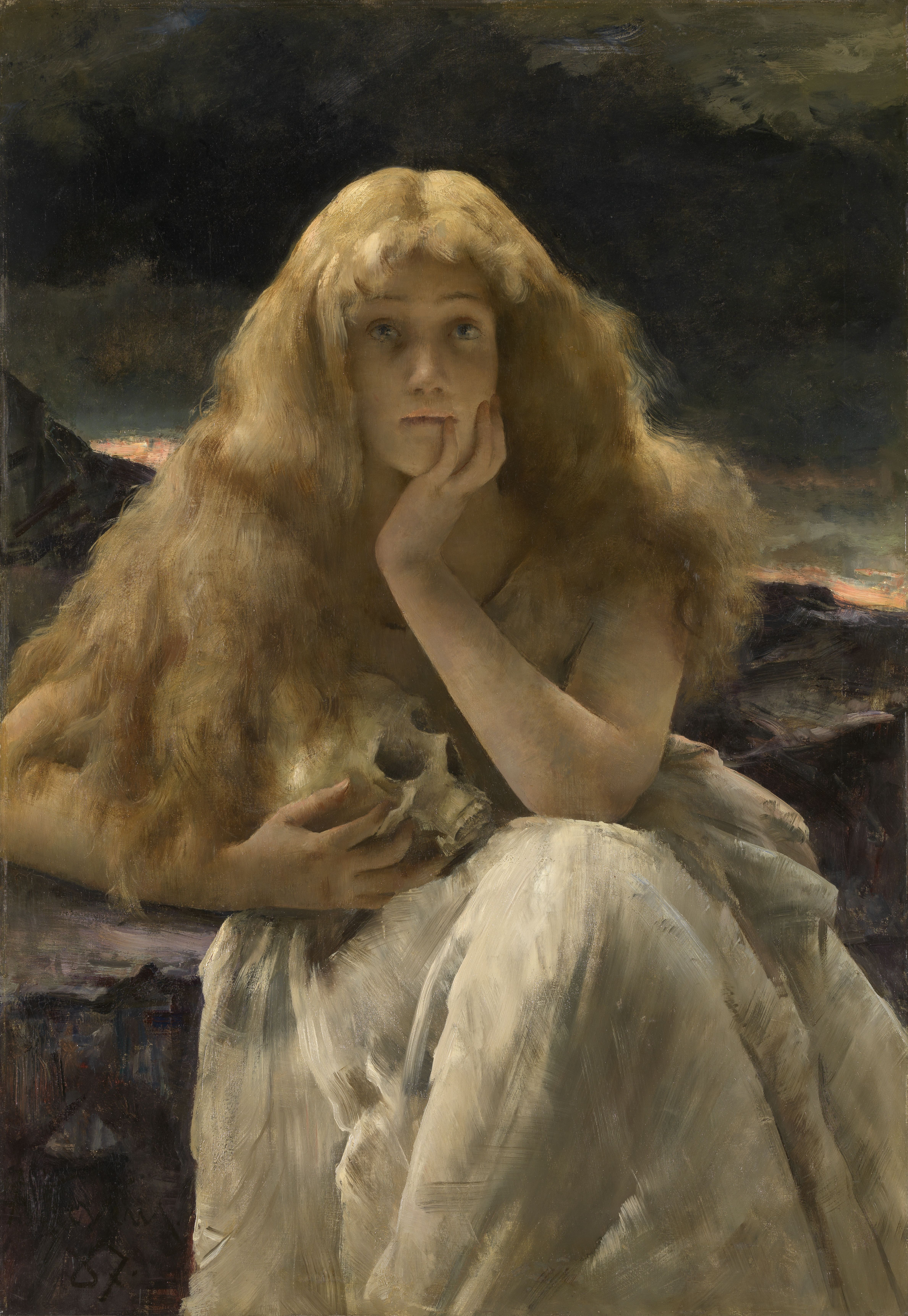
Marie Madeleine pénitente 1887 -  Gand Musée des Beaux Arts

## Sélection d'œuvres
| - 1849 : L'Absolution, au musée de l'Ermitage à Saint-Pétersbourg. - 1853 : Le Mercredi des cendres, au musée des beaux-arts de Marseille. - 1854-1855 : Ce que l’on appelle vagabondage, au musée d’Orsay à Paris. - 1856 : Jeune femme lisant, huile sur toile, 45 × 37 cm collection privée, - avant 1857 : Petite industrie ou La Mendicité tolérée, au musée royal des beaux-arts à Anvers. - 1857 : La Visite de condoléances, collection privée. - 1858-1861 : In memoriam, au musée des beaux-arts de Boston (Massachusetts). - 1859 : Départ pour la promenade, « Tu sors avec moi, Fido ? », au Philadelphia Museum of Art (Pennsylvanie). - 1860-1867 : Une lettre agréable, au musée de l'Ermitage à Saint-Pétersbourg. - 1861 environ : La robe bleue ou La duchesse, au Sterling and Francine Clark Art Institute, à Williamstown (Massachusetts). - 1862-1865 : Jeu avec un chiot, au musée d'art de l'université de l'Indiana, à Bloomington (Indiana). - 1865-1875 : Jeune femme en blanc avec un bouquet, à la National Gallery of Art de Washington. - 1866 : La Dame en rose, aux musées royaux des beaux-arts de Belgique, à Bruxelles. - 1866-1871 : Le Cadeau, à la National Gallery de Londres. - 1867 - Ophélia, aux musées royaux des beaux-arts de Belgique, à Bruxelles. - Le Bain, au musée d’Orsay à Paris. - Sphynx parisien, au musée royal des beaux-arts à Anvers. - 1867 environ : - La Lettre de rupture, au musée d’Orsay à Paris. - Hésitation (Mme Morteaux ?), à l'É. - Rentrée du bal, au musée national du château de Compiègne. - 1868 : - La Collectionneuse de porcelaines, au North Carolina Museum of Art, à Raleigh (Caroline du Nord). - Portrait de Jeune Femme, huile sur panneau, 55 × 39 cm, Galerie nationale d'Irlande - avant 1869 : La Visite, au Dallas Museum of Art. - 1874 : Après le bal, au Metropolitan Museum of Art de New York. - 1875 environ : Souvenirs et regrets, au Sterling and Francine Clark Art Institute, à Williamstown (Massachusetts). - 1877 environ : Le Masque japonais, collection privée, huile sur toile, 99 × 70 cm - 1878 environ : Les Quatre Saisons (4 tableaux : Le Printemps, L'Été, L'Automne et L'Hiver), au Sterling and Francine Clark Art Institute, à Williamstown (Massachusetts). | - 1880 : - Le Salon du peintre, collection privée. - René Peter enfant, au musée d’Orsay à Paris - La Parisienne japonaise, au musée des beaux-arts, à Liège - 1880 environ : Tous les bonheurs, au musée d’Orsay à Paris. - 1882 : - Portrait de femme en pied sur une terrasse au bord de la mer, au musée d’Orsay à Paris. - Coucher de soleil sur la mer, au Crocker Art Museum, à Sacramento (Californie). - 1883 : - Sur la plage, au musée des beaux-arts de Dunkerque. - Vue de mer avec des bateaux, au musée de l'Ermitage à Saint-Pétersbourg. - 1884 : Portrait de Mademoiselle Dubois, au Minneapolis Institute of Arts (Minnesota). - 1886 : Paysage : marine, au musée d’Orsay à Paris. - 1887 : La Madeleine, au musée des beaux-arts de Gand. - 1888 : - L'Atelier, au Metropolitan Museum of Art de New York. - Salomé, aux musées royaux des beaux-arts de Belgique, à Bruxelles. - Élégants sur les boulevards, collection privée. - Rouget de Lisle et soldats de la République, fragment de l'Histoire du siècle réalisé en 1888 avec Henri Gervex, musée de la Révolution française. - L'Étude du rôle, collection privée. - 1890-1891 : Tempête à Honfleur, à la National Gallery de Londres. - 1890-1900 : Portrait d'une jeune femme avec un corsage rouge, au Seattle Art Museum (Washington). - 1891 : - Frère et sœur devant la mer à Honfleur, au musée d’Orsay à Paris. - Visite à l'atelier, au musée d'art de l'université de l'Indiana, à Bloomington (Indiana). - 1892 : Marine au clair de lune, à la National Gallery of Australia, à Canberra. - 1895 environ : Chant passionné, au Musée national du château de Compiègne. - 1906 : La Veuve, au Rijksmuseum à Amsterdam. - Le Sommeil de l'enfant, au musée de l'Art wallon, à Liège. - Étude d'un modèle, à la National Gallery of Art de Washington. - La Visite, au Sterling and Francine Clark Art Institute, à Williamstown (Massachusetts). - Femme au chapeau de paille, collection privée. - Phare au crépuscule, collection privée. |

## Honneurs
Alfred Stevens est :
- Chevalier de l'ordre de Léopold (Belgique, 29 septembre 1853).
- Grand officier de l'ordre de Léopold (4 mai 1881)[38].

## Exposition
- Rétrospective[39] de l'œuvre d'Alfred Stevens aux musées royaux des beaux-arts de Belgique à Bruxelles, du 8 mai au 23 août 2009.